# Bletilla
Bletilla – rodzaj roślin z rodziny storczykowatych (Orchidaceae). Rośliny występują północnych, centralnych i południowych Chinach, w Tybecie, na Tajwanie, w Japonii, Korei Południowej i Północnej, Mjanmie, Wietnamie, Tajlandii oraz na Riukiu. Rosną wśród traw, skał oraz często przy drogach. Występują na wysokościach od około 500 m do 2000 m n.p.m.

## Morfologia
Łodyga prosta, 2-4 liści. Liście średniej długości, lancetowate. Kwiatostan rozgałęziony, z kilkoma kwiatami. Kwiaty efektowne, białe, różowe, fioletowe lub żółte. Warżka trójklapowa. 8 ziarnistych pyłkowin, zgrupowanych po cztery.

## Systematyka
Rodzaj sklasyfikowany do podplemienia Coelogyninae w plemieniu Arethuseae, podrodzina epidendronowe (Epidendroideae), rodzina storczykowate (Orchidaceae), rząd szparagowce (Asparagales) w obrębie roślin jednoliściennych..
Wykaz gatunków
- Bletilla chartacea (King & Pantl.) Tang & F.T.Wang
- Bletilla foliosa (King & Pantl.) Tang & F.T.Wang
- Bletilla formosana (Hayata) Schltr.
- Bletilla guizhouensis Jie Huang & G.Z.Chen
- Bletilla ochracea Schltr.
- Bletilla striata (Thunb.) Rchb.f.